# Philipp Camerarius
Pour les articles homonymes, voir Camerarius.
Philipp Camerarius (né le 16 mai 1537 à Tübingen, mort le 23 juin 1624 à Nuremberg) est un juriste et polymathe allemand.

## Biographie
Camerarius est le fils de l'humaniste Joachim Camerarius l'Ancien et le frère du médecin et botaniste Joachim Camerarius le Jeune. D'abord élève de son père en latin et en grec, il fréquente les écoles saxonnes de Pforta et Meissen, où Georg Fabricius est son professeur. Après un séjour à Leipzig, il étudie en 1559 à Tübingen et de 1560 à 1562 à Strasbourg. De 1563 à 1565, il effectue un voyage éducatif en Italie où il est détenu à Rome pendant deux mois en 1565 par l'Inquisition, menacé d’exécution et relâché grâce à l’intervention de son compagnon de voyage Peter Rieter. Camerarius écrit un récit de sa captivité, écrit à la main et imprimée qu’en 1740. En 1569, Camerarius obtient son doctorat à Bâle sous la direction de Kaspar Herwagen, et s'installe à Nuremberg. Le 26 février 1571, il épouse Helena, fille du patricien Martin Pfinzing, avec qui il a sept filles et un fils. Au début de 1573, Camerarius est nommé au conseil de Nuremberg à Rechtsdingen. En 1581, il devint le premier chancelier de la nouvelle université d'Altdorf et occupe ce poste jusqu'à sa mort. Il participe à la vie littéraire à travers des discours académiques, une correspondance importante et le soutien de son frère dans l'édition des œuvres de son père.
Son œuvre la plus importante est Les Méditations Historiques agrandie à plusieurs reprises et traduites dans les principales langues européennes. Camerarius mélange divers éléments, y compris ses propres expériences et parties de ses discours universitaires, en un ensemble divertissant et instructif, à la manière des écrivains antiques comme Aulu-Gelle et Athénée de Naucratis. Camerarius propose une série d'essais essentiellement organisés selon des aspects scéniques inspirés d'un mélange d'exemples d'histoire, de politique et d'histoire naturelle tirés des connaissances académiques et extra-académiques du passé et du présent, fournit un extrait compressé de divers sources et auteurs aux lecteurs qui ne sont pas disponibles ou qui n'ont pas le temps de les lire eux-mêmes. Il peut donc être considéré comme un précurseur de la littérature analogique qui commence peu après avec des auteurs, notamment des villes du sud de l'Allemagne (Martin Zeiller, Erasmus Francisci et Georg Philipp Harsdörffer).